# Rupert Viktor Oppenauer
Rupert Oppenauer (* 3. Februar 1910 in Burgstall (Südtirol); † 1969) war ein österreichischer Chemiker.
Oppenauer studierte nach dem Schulbesuch in Meran und Innsbruck ab 1927 zunächst Mathematik an der Universität Innsbruck. Er wechselte dann an die ETH Zürich und erwarb 1931 einen Abschluss als Ingenieur-Chemiker. Er wurde dort 1934 mit einer Arbeit Ueber Körper vom Typus der Ascorbinsäure promoviert. Die von ihm beschriebene Methode zur Oxidation sekundärer Alkohole zu Ketonen trägt als Oppenauer-Oxidation seinen Namen.